# Rhodé
Rhodé (řecky: Ῥόδη – Ródí) také Rhodos/Rhodus (řecky: Ῥόδος – Ródos) je v řecké mytologii nymfa, bohyně a personifikace ostrova Rhodos. Je manželkou boha slunce Hélia.
Básník Pindaros vypráví příběh kdy bohové losovali o místa na zemi a Hélios v nepřítomnosti nedostal nic. Hélios s Diovým souhlasem požádal o nový ostrov (Rhodos), který ještě nevystoupil z moře. Poté se miloval s Rhodé a zplodil sedm synů.

## Mytologie
Jako rodiče Rhodé jsou uváděny různé mytologické postavy. Pindaros jí uvádí jako dceru Afrodíté a neuvádí otce. Podle Herodora z Herakleie je dcerou Afrodíté a Poseidóna. Podle Diodóra Sicilského je dcerou Poseidóna a telchinky Halie, původní obyvatelky Rhódu. Apollodórus jí uvádí jako Poseidona a Amfitríty, sestry Tritona. Nicméně pro Epimenidéa byl jejím otcem Okeanos, zatímco podle Odysseie byl jejím otcem říční bůh Asópos. Asklepiadés z Tragilu, asi chybně inspirovaný Pindarem, určil jejím otcem Hélia.
Rhodé byla matkou Heliadů, kteří byli nástupci Telchinů ve vládě nad Rhódem. Pindaros uvádí že Rhodé měla s Héliem sedm synů avšak neuvádí jejich jména. Podle Diodóra Sicilského jsou heliady Ochimos, Cerkafos, Aktis, Makar (Makareos), Kandalos, Triopas a Tenages. Diodóros připisuje k páru Hélios a Rhodé také dceru Élektryóné. Scholion k Pindarovi uvádí jako posledního syna Faethóna (mladšího, kterého rhoďaně nazývají Tenages; starší Faethón je zde zřejmě ten který řídil Héliův vůz (podle Publia Ovidia Nasona)). Dramatik Aischylos ve svém dramatu Heliadé a Eurípidés v díle Faethón, uvádí Rhodé jako matku Faethóna a také tří dcer Lampetie, Aiglé a Faetusy.